# Hippolyte Lefèbvre
Pour les articles homonymes, voir Lefèbvre.
Ne doit pas être confondu avec Hippolyte Lefebvre (théâtre).
Hippolyte Jules Lefèbvre, né le 4 février 1863 à Lille et mort le 22 septembre 1935 à Arcueil, est un sculpteur et médailleur, français.

## Biographie
Issu d'un milieu ouvrier, Hippolyte Lefèbvre suit des études artistiques à l'école des beaux-arts de Lille où il obtient des prix et une bourse d'études pour l'École des beaux-arts de Paris où, en 1882, il devient élève de Jules Cavelier, Louis-Ernest Barrias et Jules Coutan. Il expose régulièrement au Salon des artistes français dès 1887 et, après avoir obtenu le second prix en 1888 et 1891, il reçoit le grand prix de Rome en sculpture de 1892 pour sa statue Adam chassé du Paradis est condamné à travailler la terre, à la sueur de son front. De retour à Paris après son séjour romain à la villa Médicis, il obtient une médaille d'or à l'Exposition universelle de 1900, et poursuit avec succès une carrière de sculpteur bénéficiant de commandes de l'État français.
En 1906, il est nommé Rosati d'honneur. Il est nommé chevalier de la Légion d'honneur, puis promu officier du même ordre en 1925.
En 1908, il collabore avec Paul Roger-Bloche pour réaliser le Monument à Bernard Lazare destiné aux Jardins de la Fontaine de Nîmes.
Certains de ses dessins et lavis revêtent une esthétique d'une grande spontanéité.
Une rue porte son nom à Lille, ainsi qu'un quai sur le bord l'Orne à Mondeville (Calvados).

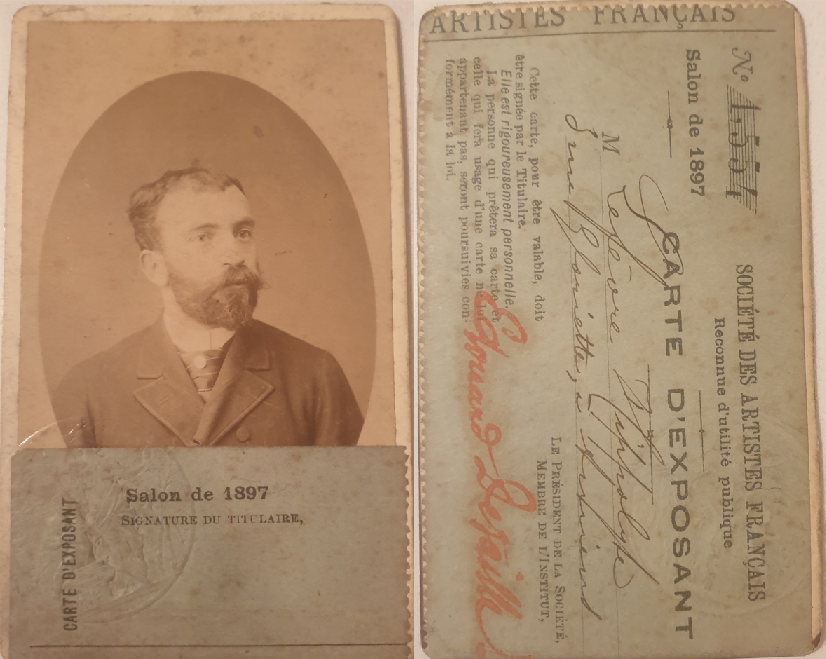
Paris Carte d'Exposant Salon 1897 Hippolyte Lefevre

## Œuvres dans les collections publiques

### Sculpture

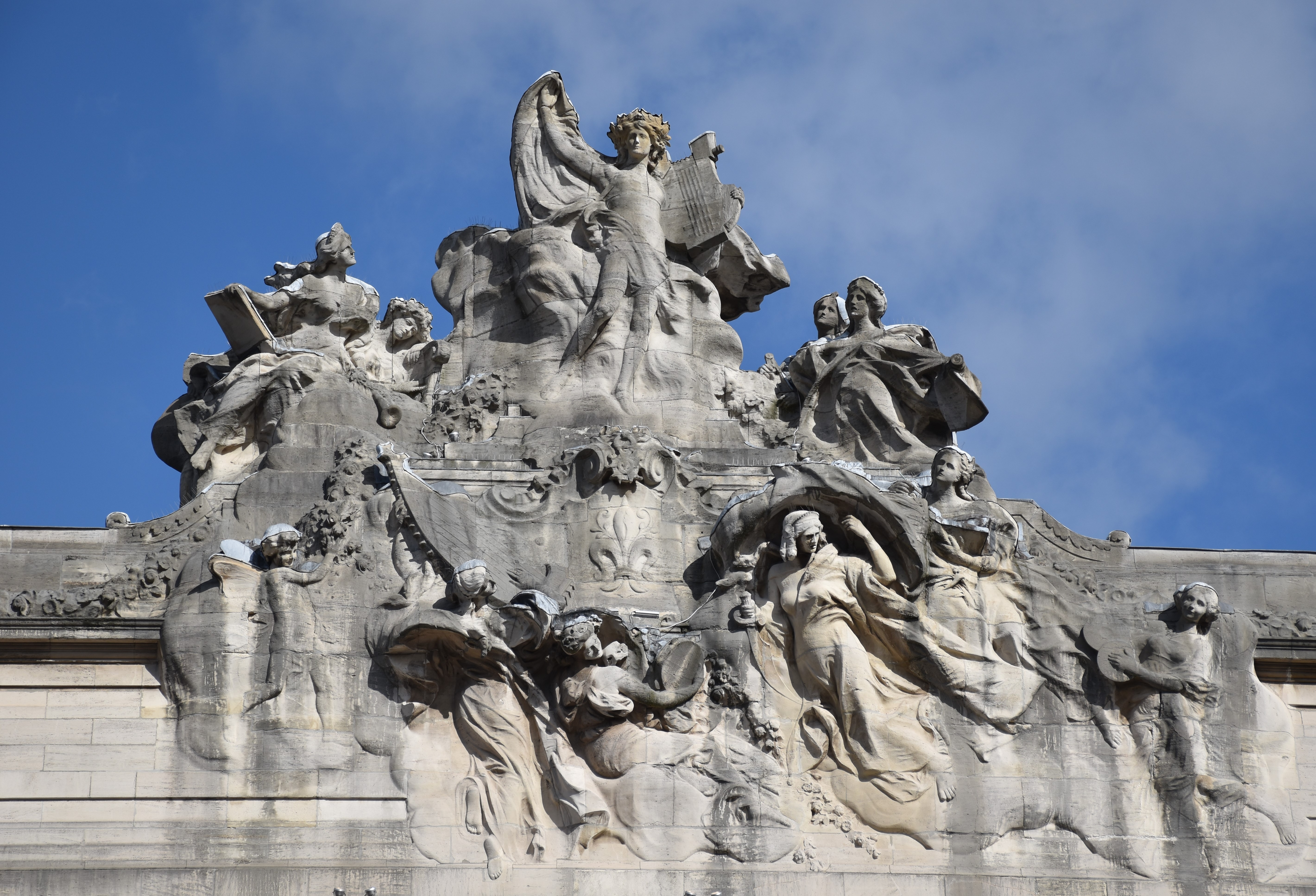
Apollon et les Muses (1912), Lille, fronton de l'Opéra de Lille.

- Apollon chantant au milieu des bergers, 1891, bas relief en plâtre, palais des Beaux-Arts de Lille.
- Niobé, fille de Tantale, 1897, marbre, Arles, jardin d'été devant la tour de Roland[8].

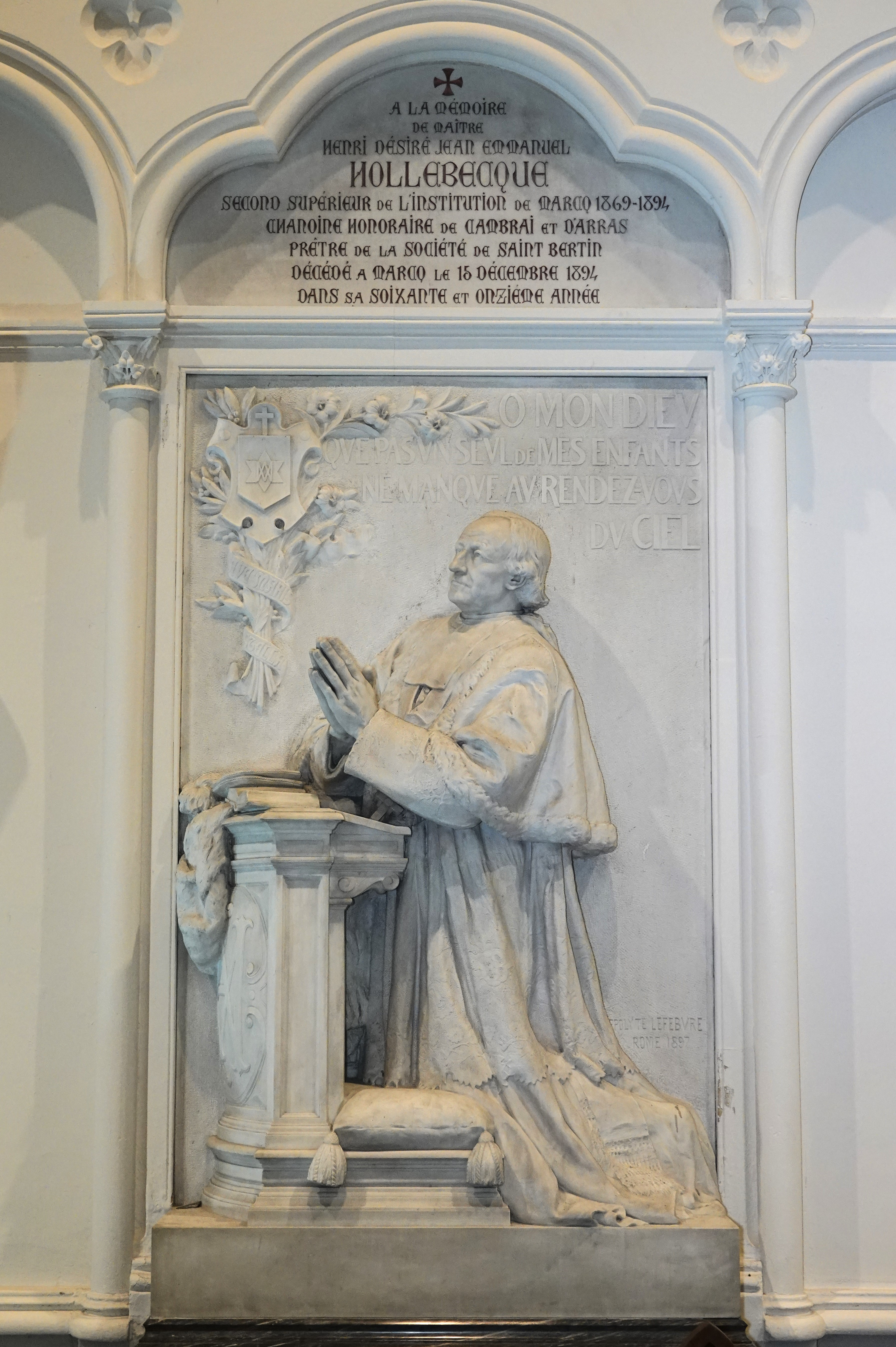
Monument au Chanoine Hollebecque (1897), Marcq-en-Barœul, Grande Chapelle de Marcq Institution

- Monument au Chanoine Hollebecque (1897), Marcq-en-Barœul, Grande Chapelle de Marcq InstitutionMonument au chanoine Hollebecque, 1897, Grande chapelle de Marcq Institution à Marcq-en-Barœul[9].
- Oreste au tombeau d’Agamemnon, 1895, statue plâtre, palais des Beaux-arts de Lille.
- La Science fécondant le travail, haut relief en bronze, ancien siège des mines de Lens à Lille, modèle en plâtre grandeur nature au palais des Beaux-Arts de Lille.
- Jeunes Aveugles, 1902, groupe en marbre, Le Chambon-Feugerolles, mairie. Modèle en plâtre au palais des beaux-arts de Lille[10].
- La République, 1904, cour d'honneur de l'ambassade de France à Vienne[11].
- Hiver, 1907, statue en marbre, Besançon, square Elisée-Cusenier[12].
- Le Cardinal Richard, 1910, Paris, crypte de la basilique du Sacré-Cœur de Montmartre[13],[14].
- Monument au chanoine Auguste Becquet, 1914, Grande chapelle de Marcq Institution à Marcq-en-Barœul[15].
- Le Chanoine Thoz, 1919, buste en bois, palais des Beaux-Arts de Lille.

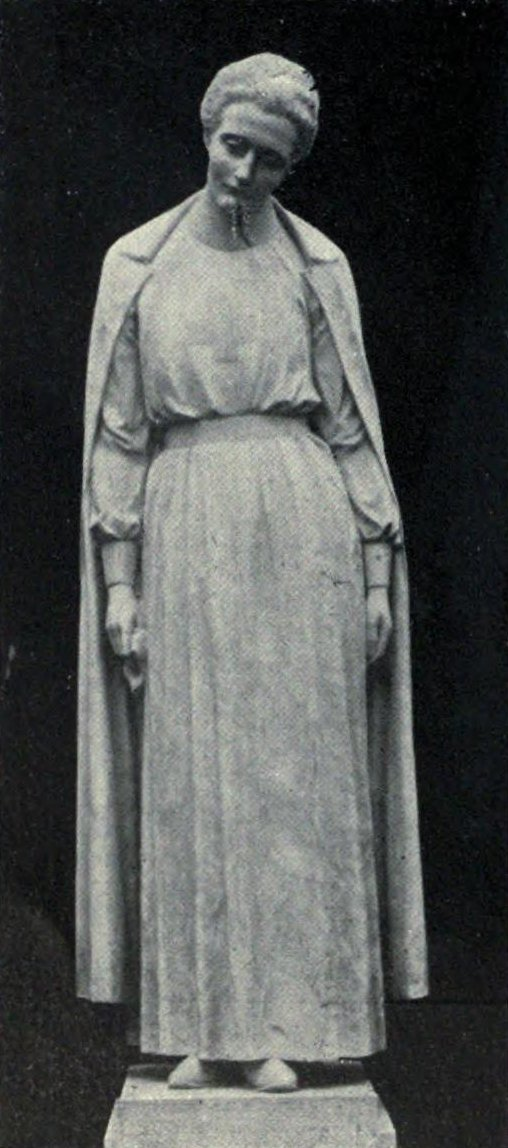
Monument à Edith Cavell, Salon de 1919, localisation inconnue.

- Monument à Edith Cavell, Salon de 1919, localisation inconnue.Monument à Edith Cavell, érigé en août 1926 à Belfort, avenue Jean-Jaurès, devant l'hôpital[16]. Vandalisé par les Allemands sous l'Occupation en 1940, il est restauré et remis en place à la Libération[17]. Le modèle de la statue, non localisé, est exposé au Salon de 1919[18].
- Monument funéraire du cardinal Amette, 1923, Paris, crypte de la basilique du Sacré-Cœur de Montmartre[14].
- Décor sculpté du grand-autel de la basilique du Sacré-Cœur de Montmartre à Paris.
- Statue équestre de Jeanne d'Arc et statue de saint Louis, 1927, façade de la basilique du Sacré-Cœur de Montmartre à Paris.
- Maître-autel de la chapelle du Souvenir, église Saint-Gervais-Saint-Protais de Paris, inauguration le 29 mars 1922[19].
- Monument aux morts, Paris, hôtel de Roquelaure, inauguré le 22 novembre 1924[20].

### Médaille
- Paris, musée d'Orsay :
  - Naïade, 1893, cuivre doré[21] ;
  - Peignage, 1896, cuivre argenté[22] ;
  - Institution des jeunes aveugles, 1902, cuivre[23] ;
  - Le Printemps et L'Hiver, avant 1909, bronze[24].
- Rouen, musée Flaubert et d'Histoire de la médecine :
  - Ville de Rouen, métal[25] ;
  - Journée française - secours national, 1915, bronze[26].

Œuvres d'Hippolyte Lefèbvre
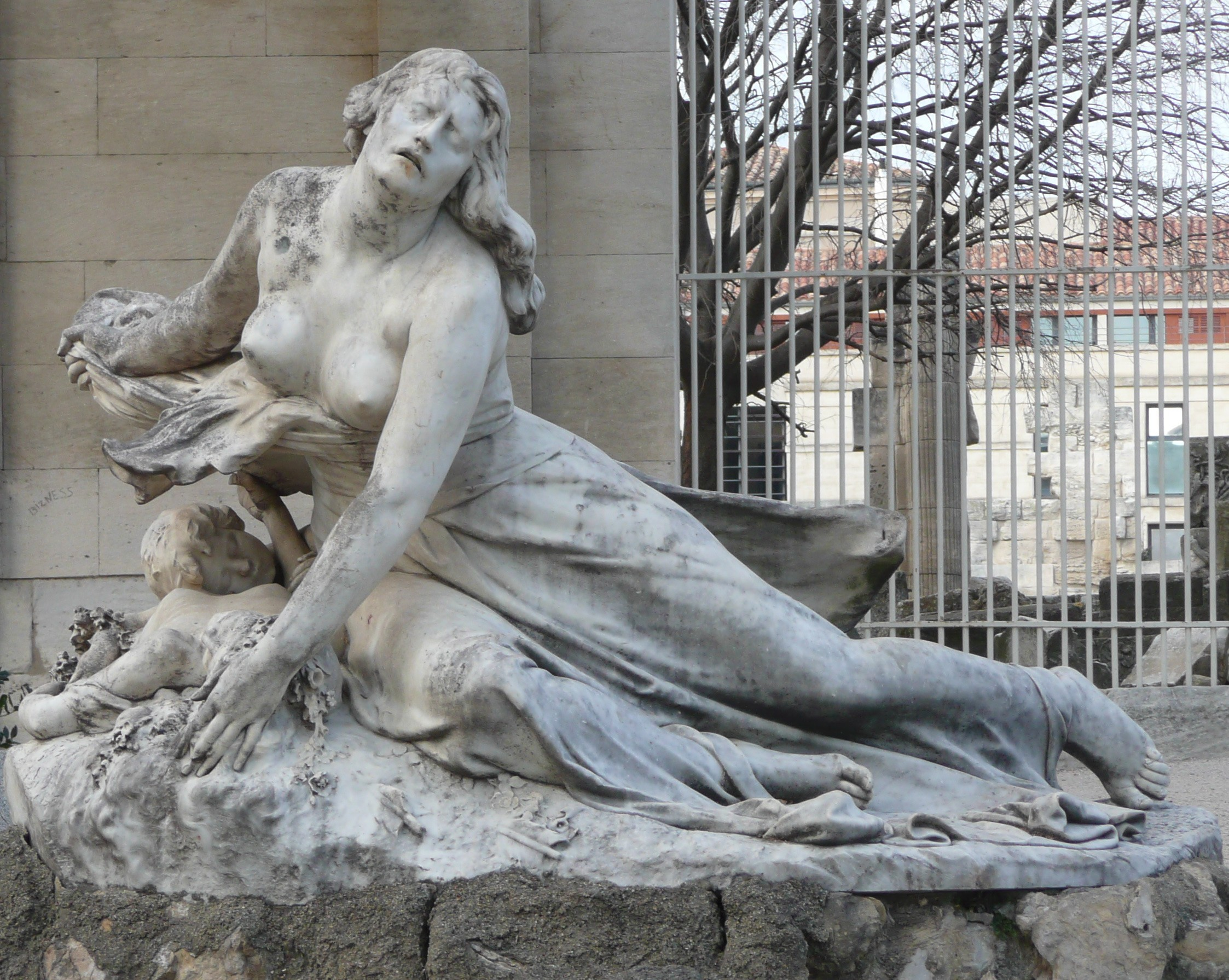
Niobé, fille de Tantale (1897), Arles, jardin d'été.
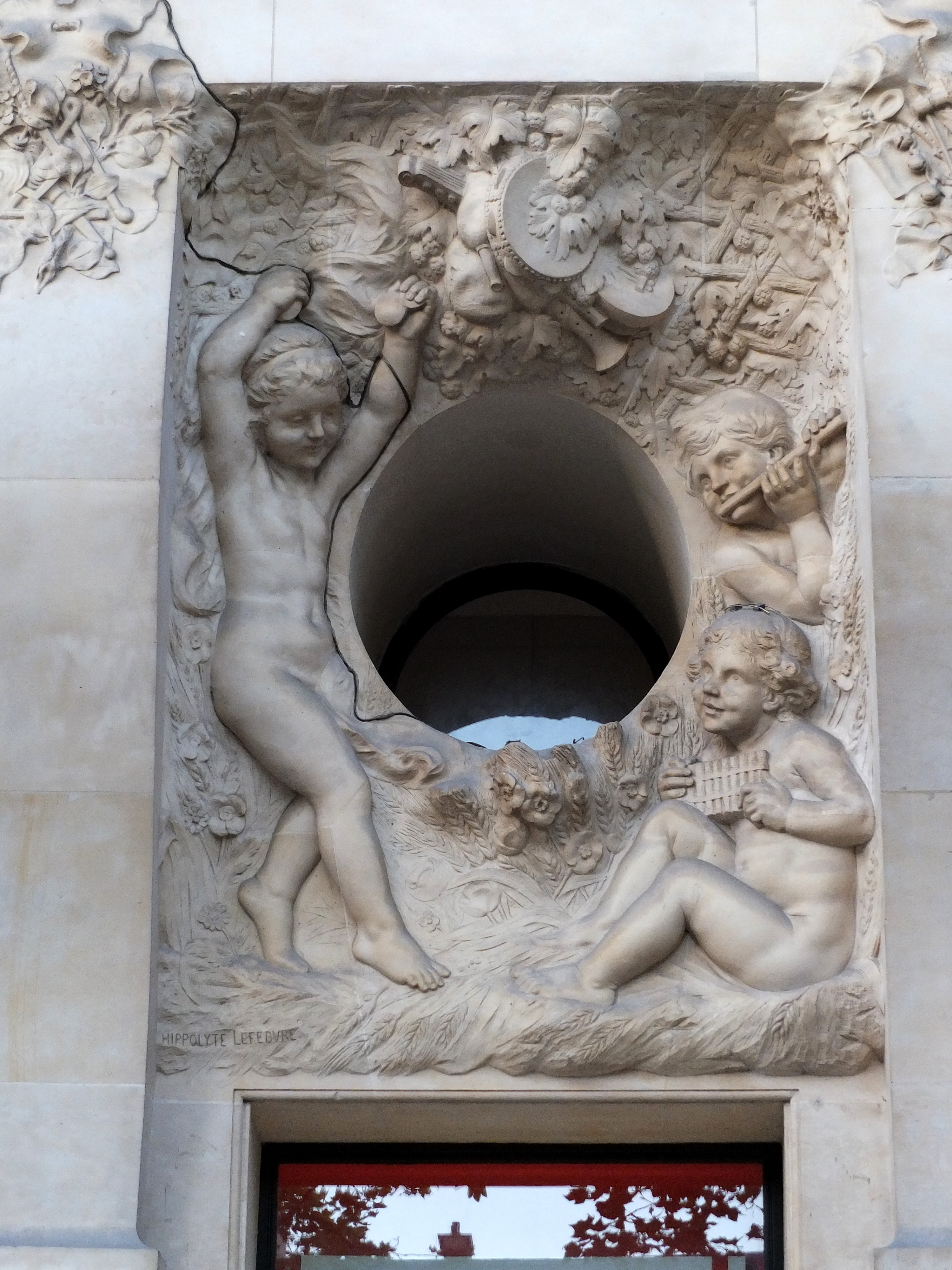
La Danse (1898), façade de l'Élysée Palace Hôtel, Paris, avenue des Champs-Élysées.
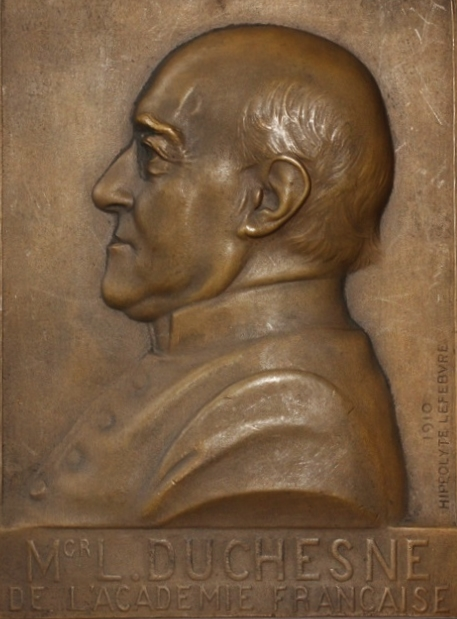
Louis Duchesne (1910), plaquette.
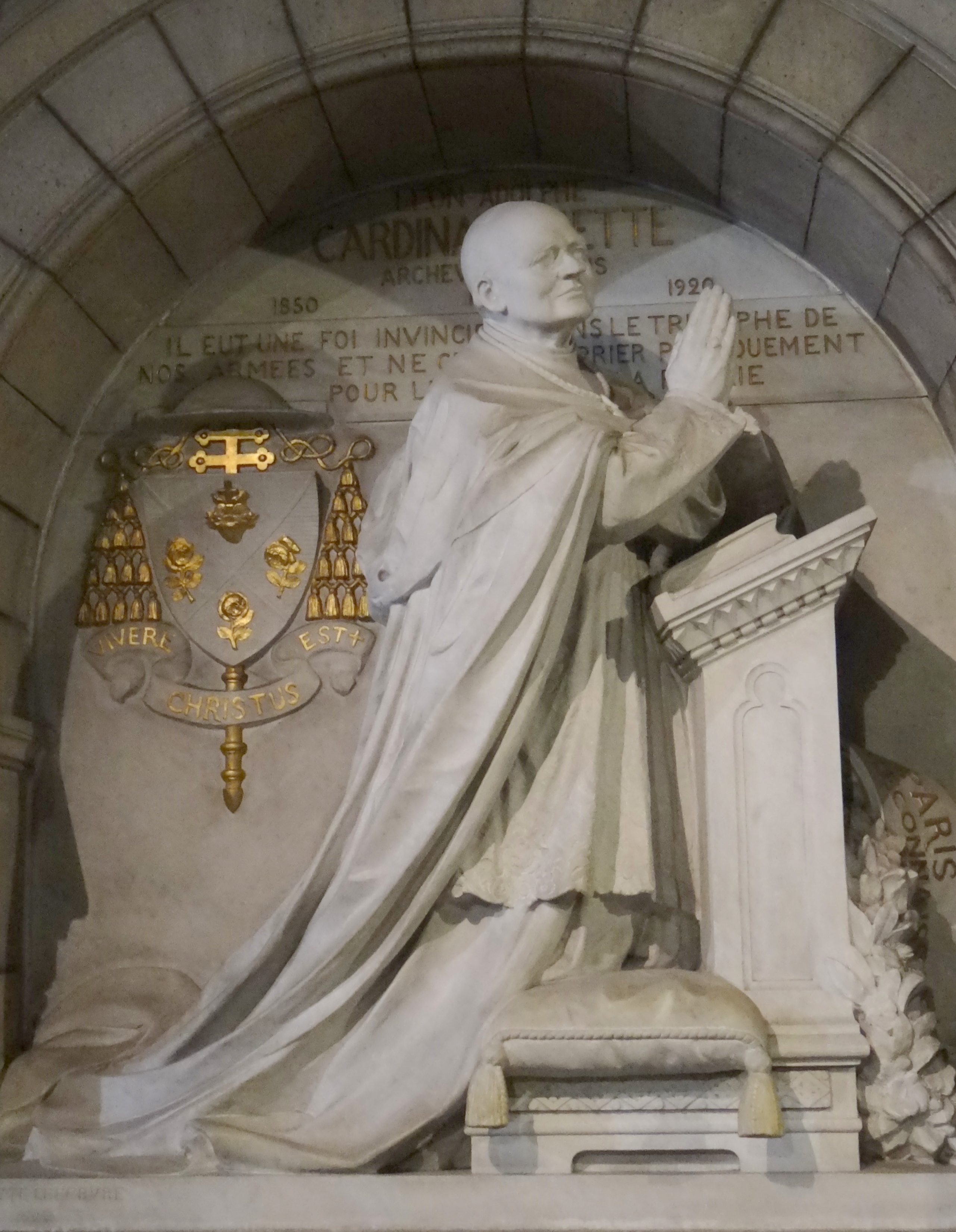
Monument funéraire du cardinal Amette (1923), Paris, crypte de la basilique du Sacré-Cœur de Montmartre.
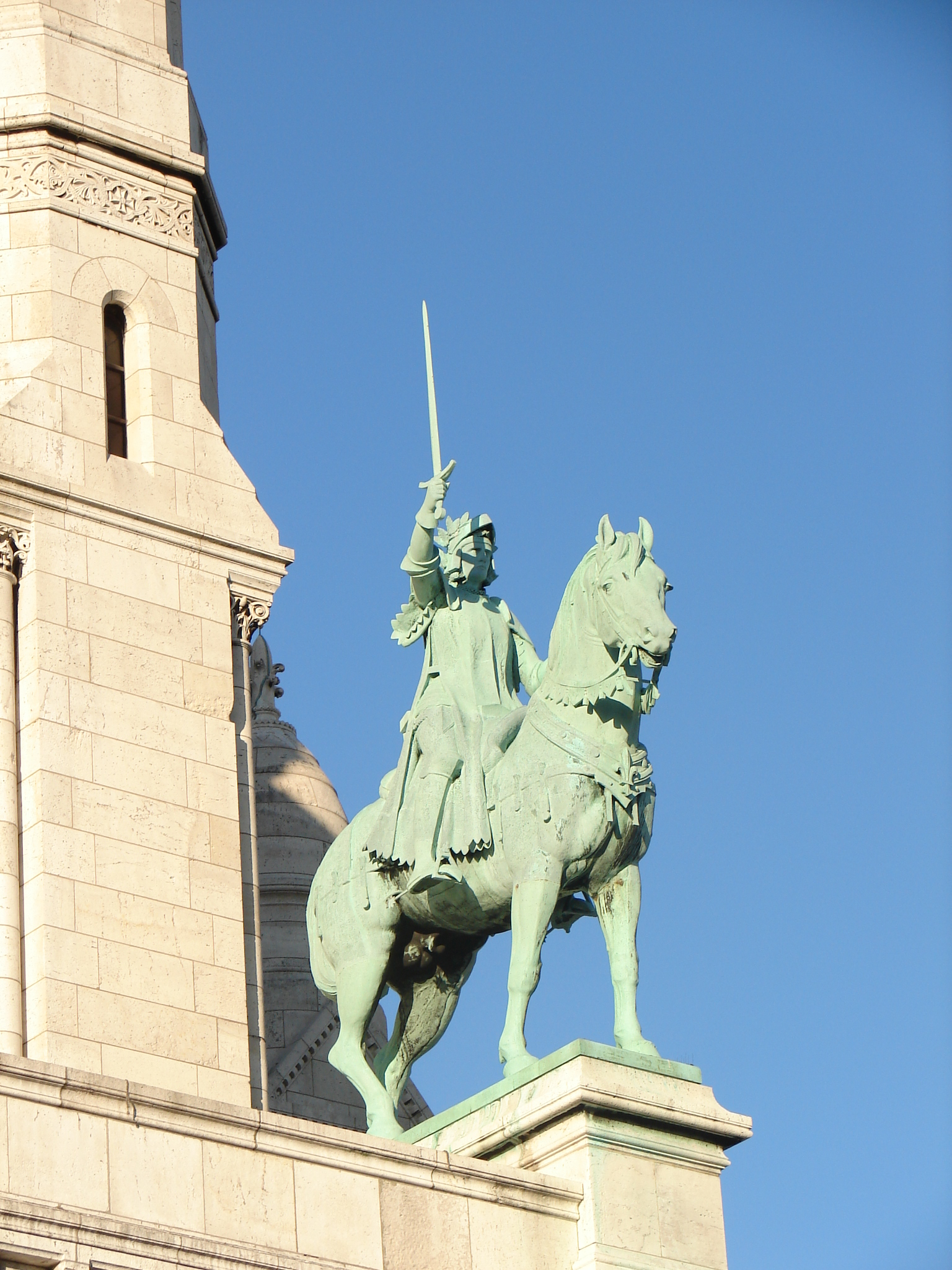
Statue équestre de Jeanne d'Arc (1927), Paris, basilique du Sacré-Cœur de Montmartre.
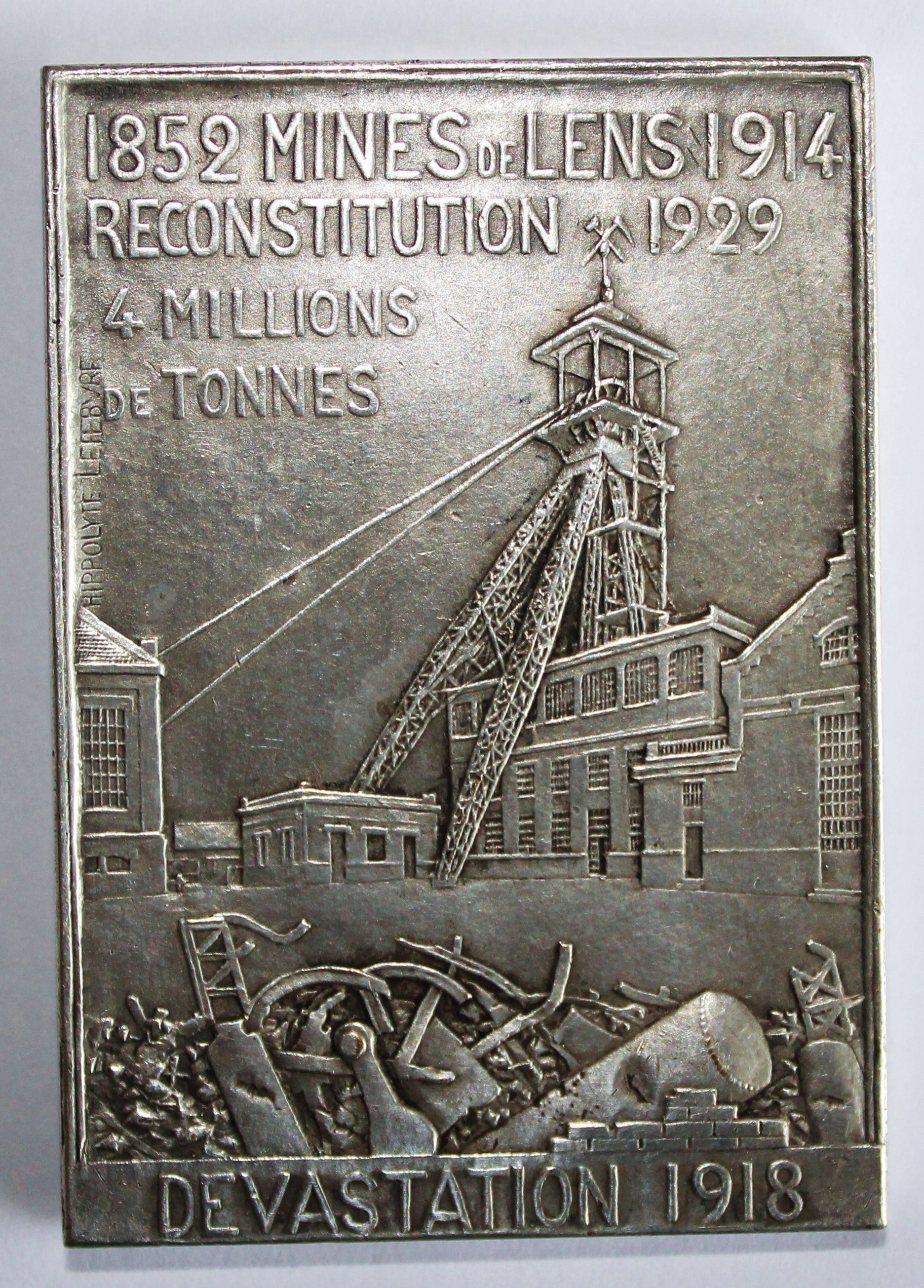
Mines de Lens (1929), plaquette.

## Réception critique
« Le “priant” colossal qu'Hippolyte Lefèbvre a modelé à la mémoire du Cardinal Richard a sa place prévue sans doute dans quelque niche de basilique. Je veux espérer que ce n'est pas à Notre-Dame qu'il est destiné, car l'œuvre, d'un très beau caractère du reste, et d'un réalisme savoureux, manquerait un peu trop de la simplicité d'allure et de la noblesse tranquille de notre gothique : elle fait penser, peut-être avec quelque excès, à ces effigies solennelles et tourmentées, vigoureuses et dramatiques, des prélats du XVIIe siècle romain. C'est un excellent portrait en tout cas où, dans la nécessité d'un programme traditionnel, Hippolyte Lefèbvre a saisi l'occasion d'un morceau de maître. » - Paul Vitry

## Élèves
- Omer Bouchery, vers 1900.
- Amédée Buffet (1869-1933).